# Верехпай
Верехпай — археологический памятник, расположенный в 10 км от деревни индейцев тирийо Квамаласамуту в округе Сипаливини Суринама. Представляет собой пещеры с петроглифами, нанесёнными на стены представителями доколумбовой цивилизации.

## Название
Название «Верехпай» было дано индейцами тирийо, проживающими в близлежащей местности, в честь одного из племенных героев; археологами, исследовавшими пещеры в 2007 году, было решено сохранить это наименование.

## Открытие и первые исследования
Существуют разные версии о том, кем были открыты пещеры Верехпай. По одной из наиболее распространённых версий в 1998 году их обнаружил местный индеец племени тирийо, который потерял свою собаку в этом районе.